# 1508
Portal Geschichte | Portal Biografien | Aktuelle Ereignisse | Jahreskalender | Tagesartikel

◄ |
15. Jahrhundert |
16. Jahrhundert
| 17. Jahrhundert | ►

◄ |
1470er |
1480er |
1490er |
1500er
| 1510er | 1520er | 1530er | ►

◄◄ |
◄ |
1504 |
1505 |
1506 |
1507 |
1508
| 1509 | 1510 | 1511 | 1512 | ► | ►►
Staatsoberhäupter  · Nekrolog · Kunstjahr · Literaturjahr · Musikjahr   · Wissenschaftsjahr
| Januar | Januar | Januar | Januar | Januar | Januar | Januar | Januar |
| Kw     | Mo     | Di     | Mi     | Do     | Fr     | Sa     | So     |
| ------ | ------ | ------ | ------ | ------ | ------ | ------ | ------ |
| 52     |        |        |        |        |        | 1      | 2      |
| 1      | 3      | 4      | 5      | 6      | 7      | 8      | 9      |
| 2      | 10     | 11     | 12     | 13     | 14     | 15     | 16     |
| 3      | 17     | 18     | 19     | 20     | 21     | 22     | 23     |
| 4      | 24     | 25     | 26     | 27     | 28     | 29     | 30     |
| 5      | 31     |        |        |        |        |        |        |

| Februar | Februar | Februar | Februar | Februar | Februar | Februar | Februar |
| Kw      | Mo      | Di      | Mi      | Do      | Fr      | Sa      | So      |
| ------- | ------- | ------- | ------- | ------- | ------- | ------- | ------- |
| 5       |         | 1       | 2       | 3       | 4       | 5       | 6       |
| 6       | 7       | 8       | 9       | 10      | 11      | 12      | 13      |
| 7       | 14      | 15      | 16      | 17      | 18      | 19      | 20      |
| 8       | 21      | 22      | 23      | 24      | 25      | 26      | 27      |
| 9       | 28      | 29      |         |         |         |         |         |

| März | März | März | März | März | März | März | März |
| Kw   | Mo   | Di   | Mi   | Do   | Fr   | Sa   | So   |
| ---- | ---- | ---- | ---- | ---- | ---- | ---- | ---- |
| 9    |      |      | 1    | 2    | 3    | 4    | 5    |
| 10   | 6    | 7    | 8    | 9    | 10   | 11   | 12   |
| 11   | 13   | 14   | 15   | 16   | 17   | 18   | 19   |
| 12   | 20   | 21   | 22   | 23   | 24   | 25   | 26   |
| 13   | 27   | 28   | 29   | 30   | 31   |      |      |

| April | April | April | April | April | April | April | April |
| Kw    | Mo    | Di    | Mi    | Do    | Fr    | Sa    | So    |
| ----- | ----- | ----- | ----- | ----- | ----- | ----- | ----- |
| 13    |       |       |       |       |       | 1     | 2     |
| 14    | 3     | 4     | 5     | 6     | 7     | 8     | 9     |
| 15    | 10    | 11    | 12    | 13    | 14    | 15    | 16    |
| 16    | 17    | 18    | 19    | 20    | 21    | 22    | 23    |
| 17    | 24    | 25    | 26    | 27    | 28    | 29    | 30    |

| Mai | Mai | Mai | Mai | Mai | Mai | Mai | Mai |
| Kw  | Mo  | Di  | Mi  | Do  | Fr  | Sa  | So  |
| --- | --- | --- | --- | --- | --- | --- | --- |
| 18  | 1   | 2   | 3   | 4   | 5   | 6   | 7   |
| 19  | 8   | 9   | 10  | 11  | 12  | 13  | 14  |
| 20  | 15  | 16  | 17  | 18  | 19  | 20  | 21  |
| 21  | 22  | 23  | 24  | 25  | 26  | 27  | 28  |
| 22  | 29  | 30  | 31  |     |     |     |     |

| Juni | Juni | Juni | Juni | Juni | Juni | Juni | Juni |
| Kw   | Mo   | Di   | Mi   | Do   | Fr   | Sa   | So   |
| ---- | ---- | ---- | ---- | ---- | ---- | ---- | ---- |
| 22   |      |      |      | 1    | 2    | 3    | 4    |
| 23   | 5    | 6    | 7    | 8    | 9    | 10   | 11   |
| 24   | 12   | 13   | 14   | 15   | 16   | 17   | 18   |
| 25   | 19   | 20   | 21   | 22   | 23   | 24   | 25   |
| 26   | 26   | 27   | 28   | 29   | 30   |      |      |

| Juli | Juli | Juli | Juli | Juli | Juli | Juli | Juli |
| Kw   | Mo   | Di   | Mi   | Do   | Fr   | Sa   | So   |
| ---- | ---- | ---- | ---- | ---- | ---- | ---- | ---- |
| 26   |      |      |      |      |      | 1    | 2    |
| 27   | 3    | 4    | 5    | 6    | 7    | 8    | 9    |
| 28   | 10   | 11   | 12   | 13   | 14   | 15   | 16   |
| 29   | 17   | 18   | 19   | 20   | 21   | 22   | 23   |
| 30   | 24   | 25   | 26   | 27   | 28   | 29   | 30   |
| 31   | 31   |      |      |      |      |      |      |

| August | August | August | August | August | August | August | August |
| Kw     | Mo     | Di     | Mi     | Do     | Fr     | Sa     | So     |
| ------ | ------ | ------ | ------ | ------ | ------ | ------ | ------ |
| 31     |        | 1      | 2      | 3      | 4      | 5      | 6      |
| 32     | 7      | 8      | 9      | 10     | 11     | 12     | 13     |
| 33     | 14     | 15     | 16     | 17     | 18     | 19     | 20     |
| 34     | 21     | 22     | 23     | 24     | 25     | 26     | 27     |
| 35     | 28     | 29     | 30     | 31     |        |        |        |

| September | September | September | September | September | September | September | September |
| Kw        | Mo        | Di        | Mi        | Do        | Fr        | Sa        | So        |
| --------- | --------- | --------- | --------- | --------- | --------- | --------- | --------- |
| 35        |           |           |           |           | 1         | 2         | 3         |
| 36        | 4         | 5         | 6         | 7         | 8         | 9         | 10        |
| 37        | 11        | 12        | 13        | 14        | 15        | 16        | 17        |
| 38        | 18        | 19        | 20        | 21        | 22        | 23        | 24        |
| 39        | 25        | 26        | 27        | 28        | 29        | 30        |           |

| Oktober | Oktober | Oktober | Oktober | Oktober | Oktober | Oktober | Oktober |
| Kw      | Mo      | Di      | Mi      | Do      | Fr      | Sa      | So      |
| ------- | ------- | ------- | ------- | ------- | ------- | ------- | ------- |
| 39      |         |         |         |         |         |         | 1       |
| 40      | 2       | 3       | 4       | 5       | 6       | 7       | 8       |
| 41      | 9       | 10      | 11      | 12      | 13      | 14      | 15      |
| 42      | 16      | 17      | 18      | 19      | 20      | 21      | 22      |
| 43      | 23      | 24      | 25      | 26      | 27      | 28      | 29      |
| 44      | 30      | 31      |         |         |         |         |         |

| November | November | November | November | November | November | November | November |
| Kw       | Mo       | Di       | Mi       | Do       | Fr       | Sa       | So       |
| -------- | -------- | -------- | -------- | -------- | -------- | -------- | -------- |
| 44       |          |          | 1        | 2        | 3        | 4        | 5        |
| 45       | 6        | 7        | 8        | 9        | 10       | 11       | 12       |
| 46       | 13       | 14       | 15       | 16       | 17       | 18       | 19       |
| 47       | 20       | 21       | 22       | 23       | 24       | 25       | 26       |
| 48       | 27       | 28       | 29       | 30       |          |          |          |

| Dezember | Dezember | Dezember | Dezember | Dezember | Dezember | Dezember | Dezember |
| Kw       | Mo       | Di       | Mi       | Do       | Fr       | Sa       | So       |
| -------- | -------- | -------- | -------- | -------- | -------- | -------- | -------- |
| 48       |          |          |          |          | 1        | 2        | 3        |
| 49       | 4        | 5        | 6        | 7        | 8        | 9        | 10       |
| 50       | 11       | 12       | 13       | 14       | 15       | 16       | 17       |
| 51       | 18       | 19       | 20       | 21       | 22       | 23       | 24       |
| 52       | 25       | 26       | 27       | 28       | 29       | 30       | 31       |

| Januar | Januar | Januar | Januar | Januar | Januar | Januar | Januar |
| Kw     | Mo     | Di     | Mi     | Do     | Fr     | Sa     | So     |
| ------ | ------ | ------ | ------ | ------ | ------ | ------ | ------ |
| 52     |        |        |        |        |        | 1      | 2      |
| 1      | 3      | 4      | 5      | 6      | 7      | 8      | 9      |
| 2      | 10     | 11     | 12     | 13     | 14     | 15     | 16     |
| 3      | 17     | 18     | 19     | 20     | 21     | 22     | 23     |
| 4      | 24     | 25     | 26     | 27     | 28     | 29     | 30     |
| 5      | 31     |        |        |        |        |        |        |

| Februar | Februar | Februar | Februar | Februar | Februar | Februar | Februar |
| Kw      | Mo      | Di      | Mi      | Do      | Fr      | Sa      | So      |
| ------- | ------- | ------- | ------- | ------- | ------- | ------- | ------- |
| 5       |         | 1       | 2       | 3       | 4       | 5       | 6       |
| 6       | 7       | 8       | 9       | 10      | 11      | 12      | 13      |
| 7       | 14      | 15      | 16      | 17      | 18      | 19      | 20      |
| 8       | 21      | 22      | 23      | 24      | 25      | 26      | 27      |
| 9       | 28      | 29      |         |         |         |         |         |

| März | März | März | März | März | März | März | März |
| Kw   | Mo   | Di   | Mi   | Do   | Fr   | Sa   | So   |
| ---- | ---- | ---- | ---- | ---- | ---- | ---- | ---- |
| 9    |      |      | 1    | 2    | 3    | 4    | 5    |
| 10   | 6    | 7    | 8    | 9    | 10   | 11   | 12   |
| 11   | 13   | 14   | 15   | 16   | 17   | 18   | 19   |
| 12   | 20   | 21   | 22   | 23   | 24   | 25   | 26   |
| 13   | 27   | 28   | 29   | 30   | 31   |      |      |

| April | April | April | April | April | April | April | April |
| Kw    | Mo    | Di    | Mi    | Do    | Fr    | Sa    | So    |
| ----- | ----- | ----- | ----- | ----- | ----- | ----- | ----- |
| 13    |       |       |       |       |       | 1     | 2     |
| 14    | 3     | 4     | 5     | 6     | 7     | 8     | 9     |
| 15    | 10    | 11    | 12    | 13    | 14    | 15    | 16    |
| 16    | 17    | 18    | 19    | 20    | 21    | 22    | 23    |
| 17    | 24    | 25    | 26    | 27    | 28    | 29    | 30    |

| Mai | Mai | Mai | Mai | Mai | Mai | Mai | Mai |
| Kw  | Mo  | Di  | Mi  | Do  | Fr  | Sa  | So  |
| --- | --- | --- | --- | --- | --- | --- | --- |
| 18  | 1   | 2   | 3   | 4   | 5   | 6   | 7   |
| 19  | 8   | 9   | 10  | 11  | 12  | 13  | 14  |
| 20  | 15  | 16  | 17  | 18  | 19  | 20  | 21  |
| 21  | 22  | 23  | 24  | 25  | 26  | 27  | 28  |
| 22  | 29  | 30  | 31  |     |     |     |     |

| Juni | Juni | Juni | Juni | Juni | Juni | Juni | Juni |
| Kw   | Mo   | Di   | Mi   | Do   | Fr   | Sa   | So   |
| ---- | ---- | ---- | ---- | ---- | ---- | ---- | ---- |
| 22   |      |      |      | 1    | 2    | 3    | 4    |
| 23   | 5    | 6    | 7    | 8    | 9    | 10   | 11   |
| 24   | 12   | 13   | 14   | 15   | 16   | 17   | 18   |
| 25   | 19   | 20   | 21   | 22   | 23   | 24   | 25   |
| 26   | 26   | 27   | 28   | 29   | 30   |      |      |

| Juli | Juli | Juli | Juli | Juli | Juli | Juli | Juli |
| Kw   | Mo   | Di   | Mi   | Do   | Fr   | Sa   | So   |
| ---- | ---- | ---- | ---- | ---- | ---- | ---- | ---- |
| 26   |      |      |      |      |      | 1    | 2    |
| 27   | 3    | 4    | 5    | 6    | 7    | 8    | 9    |
| 28   | 10   | 11   | 12   | 13   | 14   | 15   | 16   |
| 29   | 17   | 18   | 19   | 20   | 21   | 22   | 23   |
| 30   | 24   | 25   | 26   | 27   | 28   | 29   | 30   |
| 31   | 31   |      |      |      |      |      |      |

| August | August | August | August | August | August | August | August |
| Kw     | Mo     | Di     | Mi     | Do     | Fr     | Sa     | So     |
| ------ | ------ | ------ | ------ | ------ | ------ | ------ | ------ |
| 31     |        | 1      | 2      | 3      | 4      | 5      | 6      |
| 32     | 7      | 8      | 9      | 10     | 11     | 12     | 13     |
| 33     | 14     | 15     | 16     | 17     | 18     | 19     | 20     |
| 34     | 21     | 22     | 23     | 24     | 25     | 26     | 27     |
| 35     | 28     | 29     | 30     | 31     |        |        |        |

| September | September | September | September | September | September | September | September |
| Kw        | Mo        | Di        | Mi        | Do        | Fr        | Sa        | So        |
| --------- | --------- | --------- | --------- | --------- | --------- | --------- | --------- |
| 35        |           |           |           |           | 1         | 2         | 3         |
| 36        | 4         | 5         | 6         | 7         | 8         | 9         | 10        |
| 37        | 11        | 12        | 13        | 14        | 15        | 16        | 17        |
| 38        | 18        | 19        | 20        | 21        | 22        | 23        | 24        |
| 39        | 25        | 26        | 27        | 28        | 29        | 30        |           |

| Oktober | Oktober | Oktober | Oktober | Oktober | Oktober | Oktober | Oktober |
| Kw      | Mo      | Di      | Mi      | Do      | Fr      | Sa      | So      |
| ------- | ------- | ------- | ------- | ------- | ------- | ------- | ------- |
| 39      |         |         |         |         |         |         | 1       |
| 40      | 2       | 3       | 4       | 5       | 6       | 7       | 8       |
| 41      | 9       | 10      | 11      | 12      | 13      | 14      | 15      |
| 42      | 16      | 17      | 18      | 19      | 20      | 21      | 22      |
| 43      | 23      | 24      | 25      | 26      | 27      | 28      | 29      |
| 44      | 30      | 31      |         |         |         |         |         |

| November | November | November | November | November | November | November | November |
| Kw       | Mo       | Di       | Mi       | Do       | Fr       | Sa       | So       |
| -------- | -------- | -------- | -------- | -------- | -------- | -------- | -------- |
| 44       |          |          | 1        | 2        | 3        | 4        | 5        |
| 45       | 6        | 7        | 8        | 9        | 10       | 11       | 12       |
| 46       | 13       | 14       | 15       | 16       | 17       | 18       | 19       |
| 47       | 20       | 21       | 22       | 23       | 24       | 25       | 26       |
| 48       | 27       | 28       | 29       | 30       |          |          |          |

| Dezember | Dezember | Dezember | Dezember | Dezember | Dezember | Dezember | Dezember |
| Kw       | Mo       | Di       | Mi       | Do       | Fr       | Sa       | So       |
| -------- | -------- | -------- | -------- | -------- | -------- | -------- | -------- |
| 48       |          |          |          |          | 1        | 2        | 3        |
| 49       | 4        | 5        | 6        | 7        | 8        | 9        | 10       |
| 50       | 11       | 12       | 13       | 14       | 15       | 16       | 17       |
| 51       | 18       | 19       | 20       | 21       | 22       | 23       | 24       |
| 52       | 25       | 26       | 27       | 28       | 29       | 30       | 31       |

## Ereignisse

### Politik und Weltgeschehen

#### Heiliges Römisches Reich
- 4. Februar: Maximilian I. wird Römischer Kaiser. Den Titel des Erwählten Römischen Kaisers nimmt er in Trient, nicht in Rom, an. Papst Julius II. gibt seine Zustimmung.
- 28. Februar: Ludwig V. wird nach dem Tod seines Vaters Philipp Pfalzgraf und Kurfürst von der Pfalz. Wegen des Landshuter Erbfolgekrieges befindet sich die Kurpfalz zu diesem Zeitpunkt unter der Reichsacht.

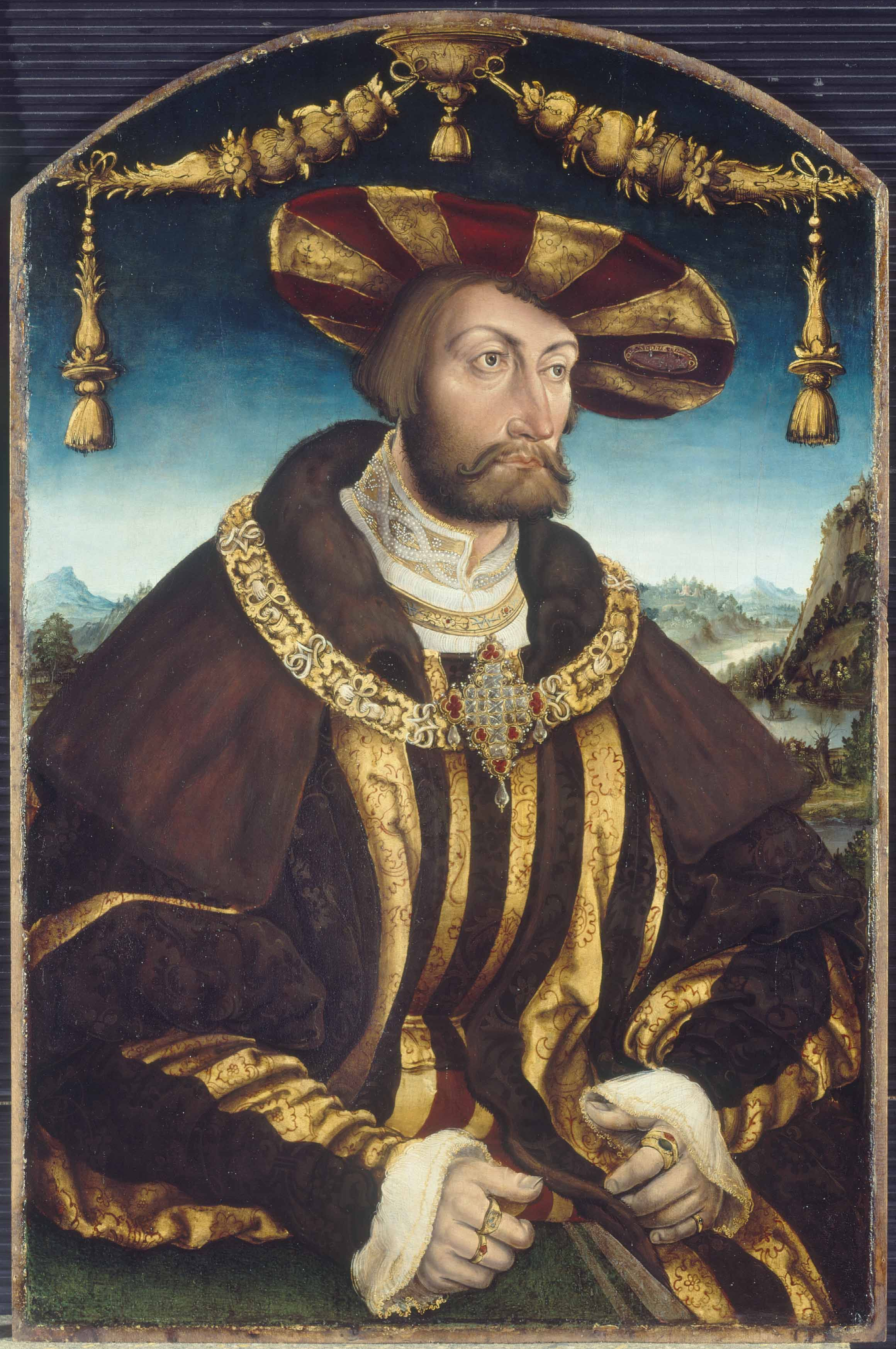
Wilhelm IV. von Bayern

- 18. März: Nach dem Tod seines Vaters Albrecht IV., des Weisen, wird Wilhelm IV. Herzog von Bayern. Er regiert vorläufig unter der Vormundschaft seines Onkels Wolfgang.
- 5. Mai: Aufgrund drückender finanzieller Nöte muss der Rat der Stadt Erfurt die Wasserburg Kapellendorf an Kurfürst Friedrich den Weisen und Herzog Johann von Sachsen verpfänden, was ein Jahr später Anlass zu einem Aufstand – das sogenannte Tolle Jahr der Erfurter Bürger gegen ihren Rat ist.
- 27. September: Uriel von Gemmingen wird nach dem Tod von Jakob von Liebenstein zum Erzbischof und Kurfürsten von Mainz gewählt. Damit steht er an der Spitze der größten deutschen Kirchenprovinz, der Kirchenprovinz Mainz und ist gleichzeitig Reichserzkanzler für Deutschland und Reichsfürst.
- 1. November: Wolfgang wird nach dem Tod seines Vaters Waldemar VI. Fürst von Anhalt-Köthen.

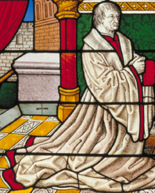
Erzbischof Philipp II. von Daun; Ausschnitt vom Passions-Fenster des Kölner Doms, 1508

- 13. November: Philipp II. von Daun wird Kurfürst und Erzbischof von Köln. Er folgt dem am 19. Oktober verstorbenen Hermann von Hessen nach. Er setzt sich gegen Herzog Erich II. von Sachsen-Lauenburg durch, der seine Kandidatur zurückzieht und als Nachfolger des am 9. Februar verstorbenen Konrad IV. von Rietberg Bischof von Münster wird.
- Erich von Braunschweig-Grubenhagen wird ebenfalls als Nachfolger Hermanns von Hessen Fürstbischof von Paderborn. Außerdem wird er als Nachfolger von Konrad IV. von Rietberg Fürstbischof von Osnabrück.

#### Süd- und Westeuropa
- 11. April: Francesco Maria I. della Rovere wird nach dem Tod seines Onkels Guidobaldo I. da Montefeltro Herzog von Urbino.
- Mai: Nachdem sein Versuch, die Herrschaft Monaco in seinen Besitz zu bringen, fehlgeschlagen ist, lässt der französische König Ludwig XII. den von ihm seit dem Vorjahr gefangengehaltenen Lucien de Monaco wieder frei.
- 6. Juni: Kaiser Maximilian I. wird im Friaul von venezianischen Truppen besiegt. Er muss einige Gebiete an Venedig abtreten, ein dreijähriger Waffenstillstand wird vereinbart.
- 10. Dezember: Italienische Kriege: Die Liga von Cambrai wird gebildet. Offiziell dem Kampf gegen die osmanischen Türken verpflichtet, richtet sich das Bündnis mehrerer Herrscher und des Papstes real gegen die Republik Venedig.
- 10. Dezember: René II., Herzog von Lothringen, stirbt. Ihm folgt sein Sohn Anton II. auf den Thron.

#### Mittel- und Osteuropa
- 19. September: Eine litauische Gesandtschaft kommt nach Moskau und unterzeichnet einen „ewigen Frieden“. Die Personalunion Polen-Litauen verzichtet auf der Basis des Waffenstillstandes von 1503 auf alle an Iwan III. verlorengegangenen Gebiete.

#### Nordafrika

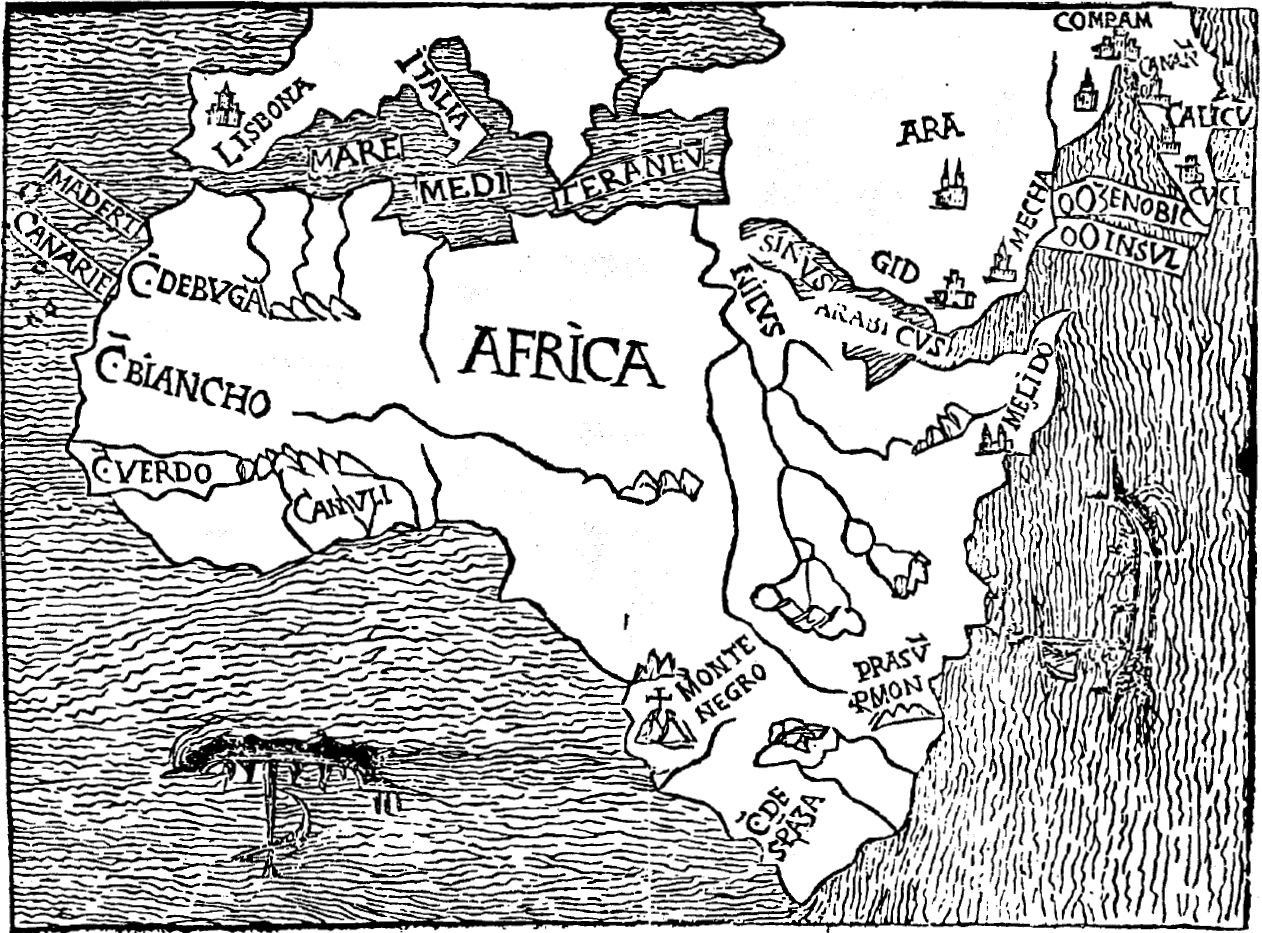
Karte von Afrika 1508

- 23. Juli: Spanier unter dem Befehl von Pedro Navarro erobern die Insel Peñón de Vélez de la Gomera, die von Mittelmeer-Piraten verteidigt wird. Die spanische Exklave an Marokkos Küste ist heute ein umstrittenes Territorium.
- Oktober: Pedro Navarro erobert die Stadt Mers-el-Kébir in Nordafrika für Spanien.
- Portugal besetzt Safi an der Küste Marokkos.

#### Äthiopien
- 31. Juli: Na’od I., Negus von Äthiopien, wird bei einem Feldzug gegen das Sultanat Ifat getötet. Nachfolger wird David II., der den Einfluss der Portugiesen in seinem Reich begrenzen möchte.

#### Portugiesisch-Indien
- März: Lourenço de Almeida, Sohn des indischen Vizekönigs Francisco de Almeida, kommt bei einer Niederlage gegen eine von Venedig unterstützte ägyptisch-arabisch-indische Flotte bei Chaul ums Leben.
- Im April verlassen zwei weitere portugiesische Indien-Armadas Lissabon.
- Unter Afonso de Albuquerque beginnt der Bau der Festung São Sebastião auf der Ilha de Moçambique.
- Eine portugiesische Flottille unter Afonso de Albuquerque zerstört den arabischen Handelsstützpunkt Qalhat im heutigen Oman.
- 6. Dezember: Der designierte neue Gouverneur von Portugiesisch-Indien, Afonso de Albuquerque, erreicht seinen Bestimmungsort, wird jedoch von seinem Vorgänger Francisco de Almeida nicht anerkannt und stattdessen gefangengesetzt.

#### Japan
- Sengoku-Zeit in Japan: Ashikaga Yoshitane besiegt Ashikaga Yoshizumi und wird neuerlich Shōgun.

#### Europäische Entdeckungsfahrten

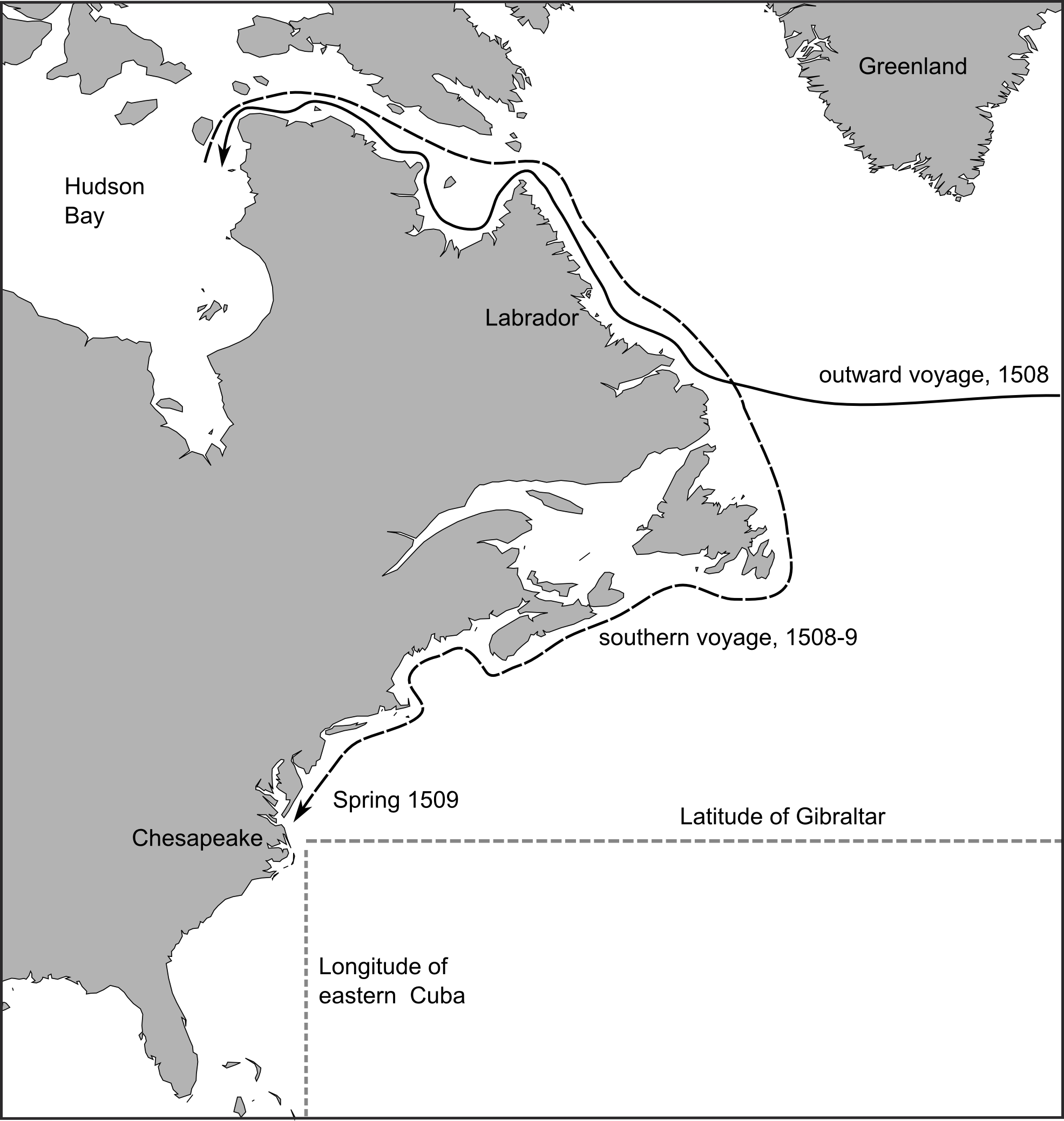
Karte mit der möglichen Reiseroute Cabots 1508/09

- Sebastiano Caboto unternimmt im Auftrag des englischen Königs Heinrich VII. eine Reise auf der Suche nach der Nordwestpassage, die ihn möglicherweise nördlich bis in die Hudson Bay und südlich bis in die Chesapeake Bay führt.

### Wissenschaft und Technik

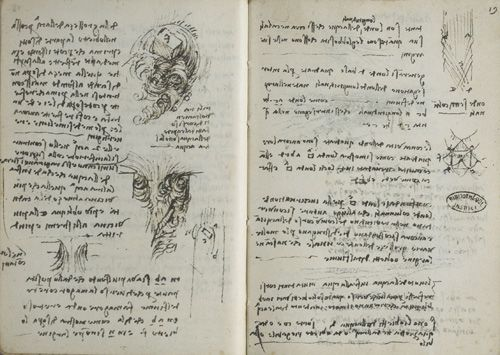
Manuskript F, Folio 18v-19r

- 12. September bis Oktober: Leonardo da Vinci verfasst Manuskript F seiner Pariser Manuskripte. Die Hauptthemen des Manuskripts sind Wasser, Optik, Geologie und Astronomie, wie die Natur des Mondlichts.
- Amerigo Vespucci wird zum ersten piloto mayor der spanischen Casa de Contratación ernannt. Damit ist er vor allem für die Aktualisierung des Padrón Real zuständig, der Landkarte, auf der alle Neuentdeckungen festgehalten werden.

### Kultur
| Kultur | Kultur |
| --- | ------ |
| - Cinquecento in Italien - Renaissance - Hochrenaissance in Italien - Frührenaissance im deutschsprachigen Raum - Spätgotik - Manuelinik in Portugal - Isabellinischer Stil und Plateresker Stil in Spanien |        |

#### Bildende Kunst
- 21. Februar: Michelangelo stellt in Bologna die Bronzestatue von Papst Julius II. fertig und wird von diesem daraufhin wieder nach Rom zurückgerufen, allerdings nicht, wie er annimmt, um das Grabmal des Papstes fertigzustellen, sondern um die Sixtinische Kapelle auszumalen, ein Unterfangen, das Michelangelo nur mit Vorbehalt und wenig Begeisterung annimmt.

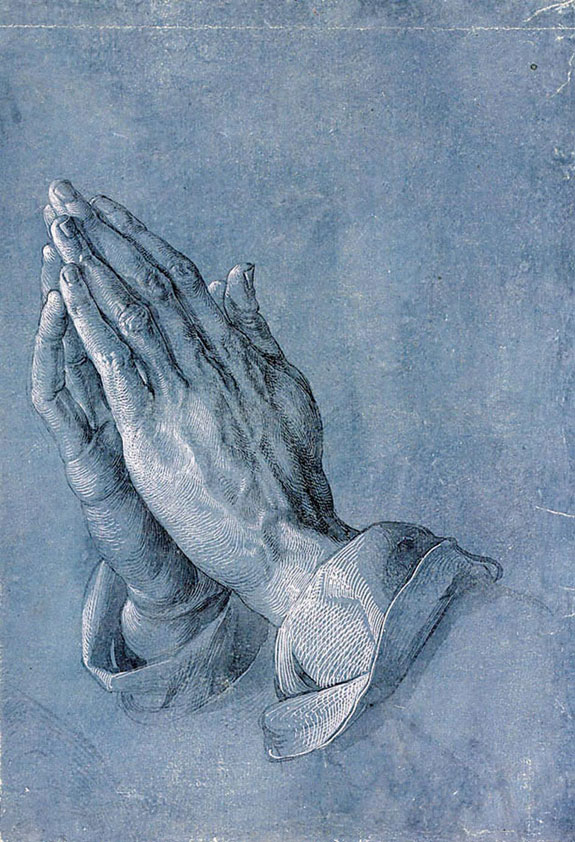
Die Betende Hände von Dürer

- Albrecht Dürer fertigt als Skizze für den Heller-Altar eines seiner berühmtesten Werke an: Betende Hände.

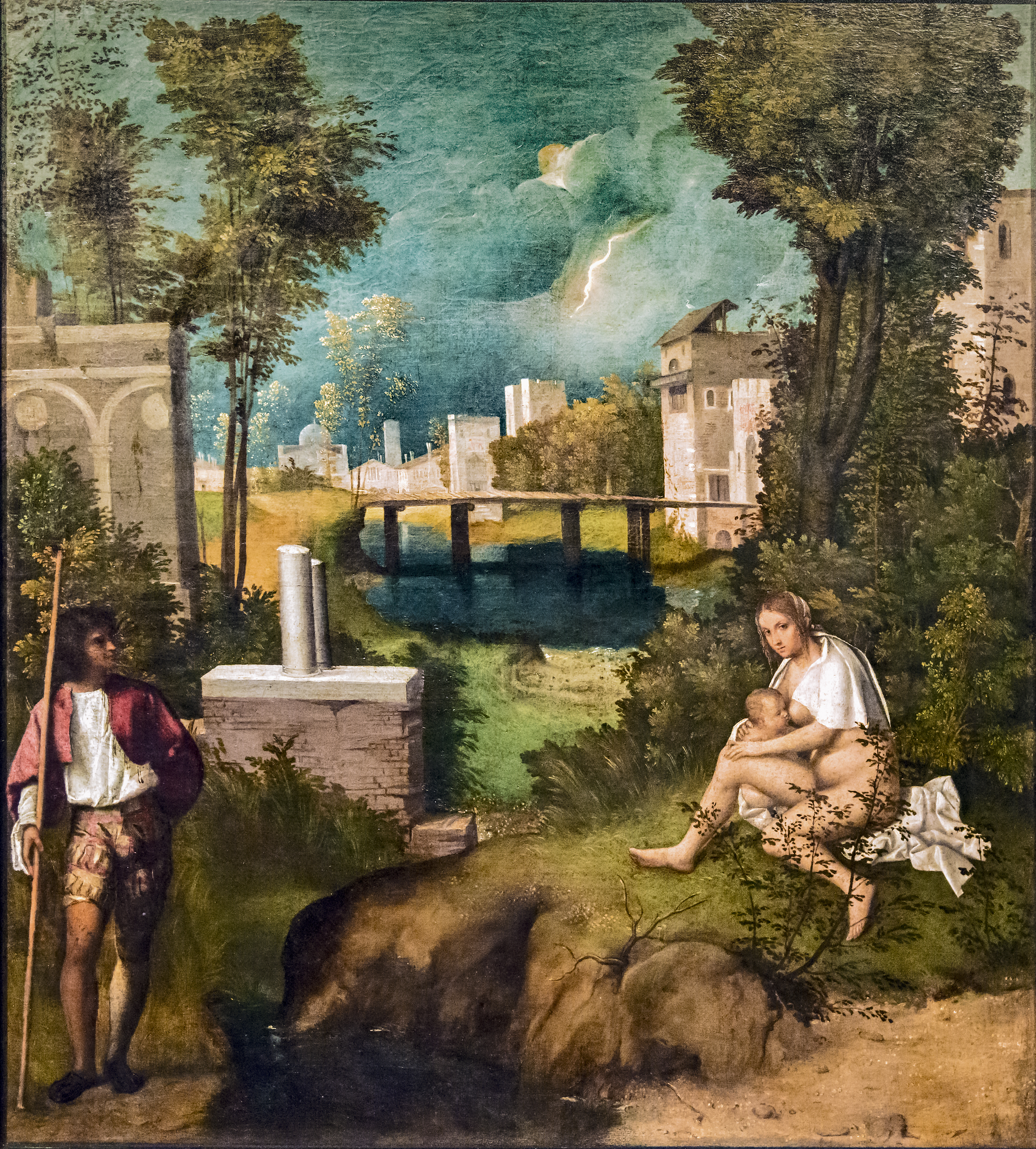
Das Gewitter

- um 1508: Giorgione fertigt das Gemälde La Tempesta (Das Gewitter).

### Erstes Halbjahr

Giovanni II. Bentivoglio